# Умм аль-валад

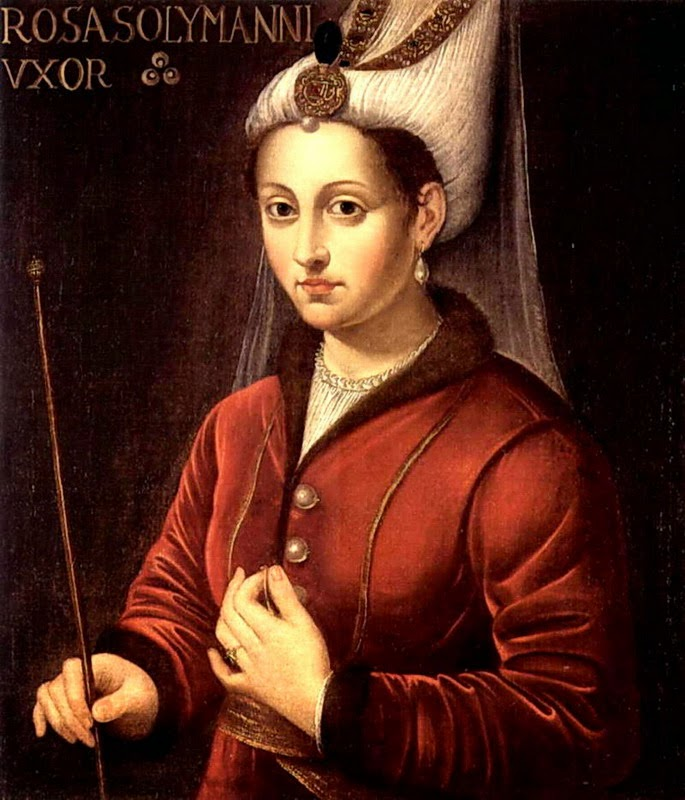
Хюррем Султан (Роксолана) — наложница Сулеймана I и мать его детей.

Умм аль-валад (араб. أم الولد‎ —  букв. «мать ребёнка»‎) — в исламском праве — невольница, которая родила сына от своего господина. Свободную женщину называют умм аль-ибн (букв. «мать сына»).

## История
В доисламские времена, а также в первые годы распространения ислама умм аль-валад никак не выделялась среди других разрядов невольников. Статус умм аль-валад носила жена исламского пророка Мухаммеда Мария аль-Кибтия.
В истории известны случаи, когда рабыни использовали свою красоту и ум для того, чтобы привлечь внимание влиятельных людей, а затем с выгодой для себя использовать рождение сына. В некоторых случаях такие женщины после рождения сына приобретали высокий статус в государстве. Особенно часто такие случаи происходили среди Аббасидов и Османов (хасеки). Дети, рождённые от умм аль-валад, являлись юридически свободными и пользовались всеми правами законного происхождения, в том числе правами наследования и использования имени отца.
В настоящее время все вопросы, связанные со статусом умм аль-валад, не актуальны в связи с отсутствием в исламских странах института невольничества.

## Правовой статус
До запрета халифа Умаром ибн аль-Хаттаба (прав. 634—644) умм аль-валад можно было продавать, менять, дарить и т. п. Если господин признавал рождённого невольницей ребёнка своим сыном, то она становилась умм аль-валад. Если же он отказывался признавать, то она и её сын оставались обычными невольниками.
В деловых отношениях она признавалась ограниченно дееспособной и приравнивалась к условно освобождённым невольникам (мукатаб, мудаббар). После смерти господина умм аль-валад становилась полностью свободной. В случае смерти ребёнка по одним правовым школам (мазхабам) умм аль-валад сохраняла свой статус, так как обещание освобождения обратной силы не имеет, а по другим она снова становилась обычной невольницей, так как сын, бывший условием её освобождения, умер.
Если невольница была продана будучи беременной и это обнаружилось в течение определённого срока (идда), то сделка признавалась недействительной и невольница возвращалась своему прежнему господину со статусом умм аль-валад.